# Пасечники-Дуже
Пасечники-Дуже (Краськи, пол. Pasieczniki Duże) — село в Польщі, у гміні Гайнівка Гайнівського повіту Підляського воєводства. Населення — 129 осіб (2011).

## Історія
Вперше згадується в XVIII столітті.
У 1975—1998 роках село належало до Білостоцького воєводства.

## Демографія
Демографічна структура станом на 31 березня 2011 року:
|          | Загалом | Допрацездатний вік | Працездатний вік | Постпрацездатний вік |
| -------- | ------- | ------------------ | ---------------- | -------------------- |
| Чоловіки | 60      | 8                  | 39               | 13                   |
| Жінки    | 69      | 13                 | 33               | 23                   |
| Разом    | 129     | 21                 | 72               | 36                   |